# Hipgnosis
Hipgnosis var en britisk kunstdesigner-gruppe, der specialiserede sig i at lave coverillustrationer til album for rockmusikere og bands, heriblandt Pink Floyd, Wishbone Ash, UFO, 10cc, Bad Company, Led Zeppelin, The Alan Parsons Project og Genesis.
| Kultur | Spire Denne artikel om kultur er en spire som bør udbygges. Du er velkommen til at hjælpe Wikipedia ved at udvide den. |

| Firma | Spire Denne artikel om et firma eller en virksomhed i Storbritannien er en spire som bør udbygges. Du er velkommen til at hjælpe Wikipedia ved at udvide den. |